# Tarhos
Tarhos is een plaats (község) en gemeente in het Hongaarse comitaat Békés. Tarhos telt 1102 inwoners (2002).